# Les Aspres
 Les Aspres  es una población y comuna francesa, situada en la región de Baja Normandía, departamento de Orne, en el distrito de Mortagne-au-Perche y cantón de Moulins-la-Marche.

## Demografía
| 628 | 536 | 546 | 581 | 574 | 633 |
| Para los censos de 1962 a 1999 la población legal corresponde a la población sin duplicidades (Fuente: INSEE [Consultar]) |     |     |     |     |     |